# Yago Lamela
Santiago "Yago" Lamela Tobío (ur. 24 lipca 1977 w Avilés, zm. 8 maja 2014 tamże) – hiszpański lekkoatleta uprawiający skok w dal oraz trójskok; były halowy rekordzista Europy w skoku w dal. Dwukrotny olimpijczyk (2000, 2004).

## Osiągnięcia
- Mistrzostwa Świata w Lekkoatletyce Paryż 2003 - brązowy medal
- Halowe Mistrzostwa Świata w Lekkoatletyce Birmingham 2003 - srebrny medal
- Halowy Puchar Europy w Lekkoatletyce Lipsk 2003 - 1. miejsce
- Mistrzostwa Europy w lekkoatletyce Monachium 2002 - brązowy medal
- Halowe mistrzostwa Europy w lekkoatletyce Wiedeń 2002 - srebrny medal
- Mistrzostwa Świata w Lekkoatletyce Sewilla 1999 - srebrny medal
- Młodzieżowe Mistrzostwa Europy w Lekkoatletyce Goeteborg 1999 - złoty medal, Lamela był do 2013 roku rekordzistą tej imprezy (8,36)[2][3]
- Halowe Mistrzostwa Świata w Lekkoatletyce Maebashi 1999 - srebrny medal

## Rekordy życiowe
- Skok w dal (stadion) – 8,56 m (1999)
- Skok w dal (hala) – 8,56 m (1999) – były halowy rekord Europy[4], obecny rekord kraju
- Trójskok – 16,72 m (1998)